# Krzyżówki (Dąbrowa)
Krzyżówki – część wsi Dąbrowa w Polsce położona w województwie wielkopolskim, w powiecie kolskim, w gminie Koło.
W latach 1975–1998 Krzyżówki należały administracyjnie do województwa konińskiego.